# مانويل بيسيرا (محطة مترو أنفاق مدريد)
مانويل بيسيرا (بالإسبانية: Manuel Becerra)‏ هي محطة مترو أنفاق في مدريد في إسبانيا، تقع على الخط رقم 2,6.